# ジョエル・サーノウ
ジョエル・サーノウ（Joel Surnow、1955年12月18日 - ）は、アメリカ合衆国のテレビ映画プロデューサーおよび脚本家。
NBCユニバーサルテレビジョンの番組「The Equalizer」でプロデューサーを務めたのを皮切りに、FOXニュースの番組「The 1/2 Hour News Hour」のプロデュース、制作者のロバート・コクラン (Robert Cochran) と共同制作した テレビドラマシリーズ「ニキータ (原題: La Femme Nikita)」、およびキーファー・サザーランド主演でフォックス放送の「24」の共同制作者としてよく知られている。
彼はテレビドラマシリーズの共同制作者およびプロデューサーとしてよく知られているが、脚本家としても活躍しており、北米で放映された昼ドラマ「ファルコン・クレスト (原題: Falcon Crest)」、「The Commish」、「Nowhere Man」のほか、「24」では脚本も書いている。
彼はまた1980年代に一時代を築いたテレビジョンシリーズ「特捜刑事マイアミ・バイス」でも脚本を執筆して、成功を収めている。

## 人物と来歴
ジョエル・サーノウは1955年、ユダヤ系の両親の三男としてアメリカの大都市であるミシガン州デトロイトに生まれ、少年時代をそこで過ごした。
彼の父親マックス・サーノウ (Max Surnow) は ウクライナ第3の都市オデッサ出身の巡回カーペット商で、後にデトロイトに移住した。
彼の母親リーバ・ロセフ (Reva Loceff) はリトアニア家系で、衣料品小売店の販売員だった。
彼がまだ子供の頃、サーノウは彼の父と共にカーペットのセールスマンとして働いたことがある。
彼には二人の兄、アーノルド (Arnold) とセイモア (Seymour) がいるが、ジョエルよりもずいぶん年長である。
その後1965年、彼が10歳の時、サーノウは家族と共にカリフォルニア州ロサンゼルスに移り住んだ。
彼は1972年にビバリーヒルズ高校を卒業したのちカリフォルニア大学バークレー校に入学し、同校で1年半学んだ。
その間、彼はパシフィック・フィルム・アーカイブス (Pacific Film Archives: PFA) 劇場で働き、そこで少なくとも500本以上の映画作品を見ることができた。
1975年に彼はカリフォルニア大学ロサンゼルス校シアター・フィルム・テレビ学部に転学して美術を学び、美術学士号 (BFA) を取得した。
卒業後すぐに彼は映画の脚本を書き始めたが、ほどなくテレビ脚本に転向した。
彼の初めての原稿は "Small Time" というタイトルだった。
プロのテレビ脚本家として数年を過ごした後、彼は1984年にドン・ジョンソン主演のテレビジョンシリーズ「特捜刑事マイアミ・バイス」の第1シーズンの脚本の多くを担当してヒットを飛ばしたことが転機になり、彼のプロとしてのキャリアに弾みがつくことになる。
その年の終わりまでに、同番組を配給するユニバーサル映画はサーノウを、CIAの秘密工作員が自警団員に転身するストーリーの新番組「The Equalizer」の上席プロデューサーに抜擢した。
エドワード・ウッドワード主演のこのミステリーシリーズは、「特捜刑事マイアミヴァイス」に続いて成功を収めた。
「The Equalizer」でプロデューサーとしてのデビューを果たした彼は、「ファルコン・クレスト」の最終シーズン（1989年 - 1990年）の制作にあたり、後にテレビシリーズ「ニキータ」や「24」で共同制作を行うことになるロバート・コクランに出会った。
彼は5人の娘の父であるが、そのうち2人は前妻との間に、3人が現在の妻との間にもうけた子供である。
彼の最初の妻、ユダヤ人であるウェンディ・ケイジェン（Wendy Kaygen, 1955年生まれ）は医学生であったが、彼との間に二人の娘、モリー (Molly, 1979年生まれ) とロージー (Rosie, 1981年生まれ) をもうけている。
サーノウとウェンディは1985年に離婚している。
その4年後、サーノウは現在の妻であるカトリック教徒のコリーン・キャロル (Colleen Carroll, 1959年生まれ) と再婚した。彼女は撮影所のフィルム現像部門で働いていた。
彼らは3人の娘、レイチェル (Rachael, 1990年生まれ)、グレース (Grace, 1992年生まれ)、そしてもう一人の女の子に恵まれている。
サーノウはマイケル・ロセフ (Michael Loceff) の従弟である。ロセフはまた情報科学の教授であり、サーノウにテレビ脚本の執筆を勧めたのは彼だという。
この両者はオンライン教育の会社 Jamboa Learning Technologies Inc. の創設者であり、サーノウはこの会社の役員を務めている。
またサーノウのプロダクション会社 "Real Time Entertainment" はロサンゼルスの北、カリフォルニア州 サンフェルナンド・バレーに本社を置いている。
彼は現在、主にテレビ番組を活躍の場として番組制作および脚本著作を行っている。
彼の最近の仕事は、非常に成功を収めている人気テレビジョンシリーズ「24」であり、本作ではロバート・コクランと並んで共同制作者となっている。
コクランとはこれまでにもしばしば共同制作者として仕事を共にしており、2007年のテレビ映画「The Madness of Jane」でも、両者は責任制作者として共同作業を行っている。

## キャリア
ジョエル･サーノウは1982年に医療テレビドラマシリーズ「St. Elsewhere」の脚本作者としてそのキャリアをスタートさせた。
彼はその地位を1980年代の人気テレビシリーズである「特捜刑事マイアミヴァイス」への脚本提供で確固たるものとした。サーノウは1984年から翌1985年にかけて、同番組の第1シーズンにおける上級脚本編集者を担当し、脚本家としての最初の大きな成功を収めたのである。彼の脚本は視聴者からの支持を集めたため、同番組の終了にあたり、そのテレビシリーズを配給したユニバーサル映画は、彼に新番組「The Equalizer」の脚本を任せたほか、上級プロデューサーも担当させた。
さらに1989年から1990年にかけて、彼は有名なテレビシリーズ「ファルコン・クレスト」においても脚本を担当している。
1992年、彼はテレビシリーズ「コヴィントン・クロス (原題: Covington Cross)」の撮影のためイギリスで過ごした。
その後、その25年を超えるキャリアで、彼は「Nowhere Man」や「Wiseguy」など、数多くのテレビシリーズの脚本を書き、また数多くの作品、とりわけミステリーとアクションシリーズドラマを制作しているが、最もよく知られているのは、ロバート･コクランと共に上級コンサルタントおよびディレクターとして参加し、1997年から2001年にかけて放映されたテレビシリーズ「ニキータ」全5シーズンの制作だろう。
「ニキータ」を提案するにあたり、彼らはピータ・ウィルソン (Peta Wilson) とロイ・デュプイ (Roy Dupuis) を主役にキャスティングして、秘密組織の工作員を主人公にしたテレビドラマをシリーズ化し、人気を博した。
この作品でサーノウは上級コンサルタントを務めたほか、いくつかのエピソードではディレクターも担当している。
同番組の第1および第2シーズンはベーシック・ケーブルテレビ（基本料金のみでスクランブル等の視聴制限なしに鑑賞可能なサービス）において人気ランキングの上位を占めた。
近年、彼はコンサルタントおよび上級プロデューサーとしてロバート･コクランと協力し、非常な成功を収めている。
特にコクランと共同制作および総指揮を行った、キーファー・サザーランド主演のリアルタイムアクションドラマシリーズ「24」に関しては大成功といえるだろう。
コクランと共に、彼はシリーズ「24」のオリジナルコンセプトを作り上げ、同作品では上級プロデューサーとして制作にあたっている。
このリアルタイムシリーズ「24」では1日の放映（1エピソード）ごとに1時間ずつ進行していくという様式をとっている。
アメリカ合衆国では毎週1,500万人がこの番組を視聴しており、第3シーズンを除いて、各シーズンともその前のシーズンを上回る視聴率を記録した。
テレビシリーズ「24」はテレビドラマ史上最もエキサイティングなシリーズであり、また21世紀における開拓的シリーズであるという評価が与えられている。
この番組は当初の予定よりさらに2年間延長して制作されることになった。
その第7および第8シーズンは2008年と2009年に放映予定であったが、全米脚本家協会のストの影響で1年間の延期が発表されている。
シリーズ後には映画化も計画されている。
なお、サーノウは2008年2月12日を以って「24」の制作から降りることを明らかにしている。
2007年2月18日からアメリカ・FOXニュースは、サーノウとマニー・コト (Manny Coto) を起用して風刺の効いた新番組「The 1/2 Hour News Hour」の放送を開始した。これはサーノウ初のコメディ作品である。
しかし、視聴者の支持を受けることはできず、第3回目の放送からは番組内容に方向修正を施し、2007年5月13日、2ヵ月半ぶりに毎週土曜日の放送を再開したものの、視聴率は振るわなかった。
この番組が失敗に終わったのは、内容が「ザ・デイリー・ショー」と類似したコンセプトだったものの、保守的なアメリカの視聴者の支持を集めることができなかったことによると思われる。
本番組の企画名称は "This Just In" というものであったが、後に上記の名称に統一された。
2007年、サーノウはコクランおよびデヴィッド・ヘミングソン (David Hemingson) と新たなコメディドラマシリーズ「ザ・コール (原題: The Call)」の脚本制作を企画している。
またコクラン、デヴィッド・アーマン (David Ehrman)、ハワード・ゴードン (Howard Gordon) およびジョン・カサー (Jon Cassar) と共にテレビドラマ「カンパニーマン (原題: Company Man)」（企画名: NSA Innocent）も企画し、パイロット番組を放送した。
またこれとは別にサーノウは、いつものようにコクランと協力して脇を固めた2008年のテレビ映画「The Madness of Jane」を制作している。
テレビドラマ制作以外の活動も精力的に行っており、彼らはテレビシリーズ「24」の製作者として、2006年発売のテレビゲーム、「ゲーム版24 (原題: 24: The Game)」の製作にも協力している。
また彼らは「24 ザ・ムービー (原題: 24 the movie)」の脚本も担当している。
サーノウはこれまでに多くの賞を受けている。
それらの中でもエミー賞でのノミネートおよび受賞歴については特筆すべきだろう。
2002年、2003年、2004年、 2005年 および2006年に彼は「24」でエミー賞の各賞にノミネートされ、そのうち2002年には「24」の各シリーズエピソードの実験的な脚本に対してエミー賞の脚本賞（ドラマ部門）をコクランなどと共に共同受賞している。
そして2006年、テレビジョンシリーズ「24」は、作品賞（ドラマ部門）を受賞した。サーノウおよびコクランや、ゴールデングローブ賞受賞者であるカナダ人俳優キーファー・サザーランドを含む同僚プロデューサーの功績を称えたものである。この年は作品賞のほか、連邦捜査官ジャック・バウアー役を演じたサザーランドに対しシリーズにおけるその主導的役割を評価して贈られた主演男優賞（ドラマ部門）の2賞を含め、5部門のエミー賞を獲得した（作品賞（ドラマ部門）、演出監督賞（ドラマシリーズ部門）、主演男優賞（ドラマ部門）、劇中曲賞（シリーズ部門）、編集賞（シングルカメラ・ドラマシリーズ部門））。
また全米制作者協会 (Producers Guild of America: PGA) は2003年、2004年、2006年および2007年、「24」に対して彼を "PGA Golden Laurel Awards" の "Television Producer of the Year Award in Episodic" にノミネートし、そのうち2002年には同賞を与えている。
さらに2007年、全米脚本家協会 (Writers Guild of America: WGA) も「24」に対して彼をWGA賞（テレビ部門）にノミネートした。

## 政治的信条
サーノウは自身を共和党の支持者であると表明し、リック・サントラムの選挙キャンペーンに資金を寄付したり、元大統領のロナルド・レーガンに対する特別の賛嘆を表明したりしている。
彼は保守派のラジオショーホスト、ラッシュ・リンボーの親しい友人でもある。
しかしながら、サーノウは自称 "孤立主義者" であり、"国家統一を信じない" と述べている。
彼は2003年イラク侵攻のあいだバグダッドに掲揚されたアメリカ国旗の所有者である。この星条旗は、バグダッドに駐屯していた連隊の一つから贈り物として彼に贈られたものである。

## フィルモグラフィ

### 主な製作作品
- 「ザ・シークレット・ハンター」 The Equalizer (1985-1989): テレビシリーズ
- 「ザ・コミッシュ」 The Commish (1991-1995): テレビシリーズ
- 「青春の城 コビントン・クロス」 Covington Cross (1992): テレビシリーズ
- 「爆走三銃士」 Ring of the Musketeers (1992): テレビ映画
- 「行き場のない男」 Nowhere Man (1995-1996): テレビシリーズ
- 「ワイズガイ」 Wiseguy (1996): テレビ映画
- 「24 -TWENTY FOUR-」 24 (2001-2007): テレビシリーズ
- 「ザ･コール」 The Call (2007): テレビシリーズ
- 「カンパニーマン」 Company Man (2007): テレビ映画
- 「レッド・アイ」 Red Eye (2007): テレビシリーズ
- 「ハーフアワー・ニュースアワー」 The 1/2 Hour News Hour (2007): テレビシリーズ
- 「ジェーンの狂気」 The Madness of Jane (2008): テレビ映画

### 主な脚本作品
- 「St. Elsewhere」 St. Elsewhere (1982-1988): テレビシリーズ
- 「ベイ・シティー・ブルース」 Bay City Blues (1983): テレビシリーズ
- 「レッグマン」 Legmen (1984): テレビシリーズ
- 「特捜刑事マイアミ・バイス」 Miami Vice (1984-1989): テレビシリーズ
- 「ザ・シークレット・ハンター」 The Equalizer (1985-1989): テレビシリーズ
- 「ファルコン・クレスト」 Falcon Crest (1981-1990): テレビシリーズ
- 「ザ・コミッシュ」 The Commish (1991-1995): テレビシリーズ
- 「ビルとテッドの大冒険」 Bill & Ted's Excellent Adventures (1991): テレビシリーズ
- 「青春の城 コビントン・クロス」  Covington Cross  (1992): テレビシリーズ
- 「爆走三銃士」 Ring of the Musketeers (1992): テレビ映画
- 「ポイントマン」 Pointman (1991): テレビシリーズ
- 「行き場のない男」 Nowhere Man (1995-1996): テレビシリーズ
- 「ワイズガイ」 Wiseguy (1996): テレビ映画
- 「スペシャルユニット2」 Special Unit 2 (2001-2002): テレビシリーズ
- 「24 -TWENTY FOUR-」 24 (2001-2007): テレビシリーズ
- 「ザ･コール」 The Call (2007): テレビシリーズ
- 「ハーフアワー・ニュースアワー」 The 1/2 Hour News Hour (2007): テレビシリーズ

### 制作コンサルタント作品
「ニキータ」 La Femme Nikita (1997-2001): テレビシリーズ

## 受賞歴

### エミー賞
- 2002年 脚本賞（ドラマ部門）: 24 -TWENTY FOUR-（受賞）
- 2002年 作品賞（ドラマ部門）: 24 -TWENTY FOUR-（ノミネート）
- 2003年 作品賞（ドラマ部門）: 24 -TWENTY FOUR-（ノミネート）
- 2004年 作品賞（ドラマ部門）: 24 -TWENTY FOUR-（ノミネート）
- 2005年 作品賞（ドラマ部門）: 24 -TWENTY FOUR-（ノミネート）
- 2006年 作品賞（ドラマ部門）: 24 -TWENTY FOUR-（受賞）

### モンテカルロTVフェスティバル
- 2006年 "Golden Nymph" 賞 "Best International Producer": 24 -TWENTY FOUR-（受賞）

### 全米制作者協会賞 "PGA Golden Laurel Awards"
- 2003年 "Television Producer of the Year Award in Episodic": 24 -TWENTY FOUR-（受賞）
- 2004年 "Television Producer of the Year Award in Episodic": 24 -TWENTY FOUR-（ノミネート）
- 2006年 "Television Producer of the Year Award in Episodic": 24 -TWENTY FOUR-（ノミネート）
- 2007年 "Television Producer of the Year Award in Episodic": 24 -TWENTY FOUR-（ノミネート）

### 全米脚本家協会賞
- 2007年 WGA最優秀ドラマシリーズ部門: 24 -TWENTY FOUR-（ノミネート）